# Клапа
Клапа е традиционна за Хърватия многогласна акапелна форма на пеене, произлизаща от южните, най-вече крайбрежни и островни части на страната. Като такава води корените си от църковното пеене. Клапското пеене влиза в Списъка с образци на нематериалното наследство на ЮНЕСКО през 2012 г.
Думата „клапа“ се превежда като „група приятели“. Основни теми в песните са за любовта, виното, родината и морето. Важни елементи са хармонията и мелодията, докато ритъмът рядко е от голямо значение.
Клапа съставът се състои от първи тенор, втори тенор, баритон и бас. Възможно е в един състав всички гласове да се срещат по два пъти, като изключим първия тенор. Обикновено се състои от не повече от дванадесет певци. Популярността на женските клапа състави нараства в последно време. Мъжки и женски състави не се смесват.

Пее се на няколко гласа, без музикален съпровод (акапелно). Песента повежда най-високият глас, а по-късно се включват и останалите певци (пеещи едновременно с него).

Макар и акапелна музика, в някои случаи е възможно за фон да служи китара или мандолина. По-рядко се срещат и синтезатори, често използвани за симулация на ударни инструменти.
Днес състави се сформират както в градове, така и в села. Клапа традицията е жива; композират се много нови песни и се провеждат редица фестивали. Фестивалът на далматинските клапи в Омиш е най-известният такъв и има дълги традиции. Една от най-успешните тамошни групи е клапа „Шуфит“, печелила фестивала три поредни години (2006 – 2008). Много млади хора от Далмация ценят високо тази форма на пеене и пеят, когато се събират на една маса. Не е необикновено вечерта по хърватските улици да се носят гласовете на любителски състави.
През 2013 г. Хърватия избира клапа състав, който да представи страната на песенния конкурс „Евровизия“. Името му е „Клапа с мора“, а песента – „Mižerja“ (Печал). Съставът е сформиран от шестима изпълнители, подбрани от маестро Моймир Чачия и идващи от други пет състава.